# Unione Sportiva Mirandolese
L'Unione Sportiva Mirandolese, nota semplicemente come Mirandolese, è una società calcistica italiana con sede nella città di Mirandola, in provincia di Modena.

## Storia
La storia del calcio mirandolese inizia il 15 marzo 1911, quando venne fondata il "Foot-Ball Club Giovanni Pico", che chiese all'amministrazione comunale la concessione di un terreno di circa 3 biolche (9.000 m2) posto nel 9° tronco Spalti al fine di realizzare un campo sportivo. Tuttavia il terreno si trovata in locazione, pertanto il primo campo di gioco venne realizzato a lato della circonvallazione ovest. Questa prima esperienza calcistica terminò però con lo scoppio della prima guerra mondiale.
In epoca fascista venne deciso di costruire un impianto sportivo più grande, anche per servire i militari della caserma Mussolini e gli allievi della scuola di educazione fisica della Milizia Volontaria per la Sicurezza Nazionale (MVSN) per istruttori premilitari e sportivi. La scuola di educazione fisica riuscì a formare circa 2.000 istruttori all'anno, fino a toccare il culmine nel 1934 con quasi 5.000 diplomati. 
L'Unione Sportiva Mirandolese venne fondata nel 1920. Nella stagione 1928-1929 giunse al primo posto della Seconda Divisione girone E a pari merito con il GS Farini, il quale venne battuto (2-0) nello spareggio giocato a Mantova il 9 giugno 1929: la vittoria consentì alla Mirandolese di militare nel successivo campionato di Prima Divisione, categoria in cui rimase per tre anni.
Nel secondo dopoguerra, la Mirandolese giocò tre anni nel campionato di Serie C (Lega Nazionale Alta Italia), retrocedendo nel 1948 in Promozione.
Dopo essere ritornata per alcuni decenni nelle categorie regionali, nel campionato 1956-1957 riesce a vincere la Promozione e ad accedere in Serie D in cui vi rimarrà per dodici stagioni consecutive.
Il periodo di massimo splendore della squadra giallo-blu a livello regionale sono gli anni 1980 in cui la Mirandolese, dopo aver vinto il campionato di promozione regionale 1978-1979, rimane per dieci anni consecutivi nel campionato Interregionale, rendendosi spesso protagonista con campionati conclusi spesso nella parte alta della classifica.
La doppia retrocessione nel 1991 coincide con l'inizio del crollo che attenderà la Mirandolese negli anni successivi: infatti dagli anni 1990 la squadra giallo-blu gioca prevalentemente in Prima Categoria con qualche sporadica apparizione in Promozione ed Eccellenza, sino al 2005 quando la Mirandolese non si iscrive e ciò determina la fine della compagine emiliana.
Fra gli sportivi che hanno vestito la maglia della US Mirandolese si ricordano: Oreste Benatti (Bighina), Mario Castorri (Bacic), Libero e Nino Lolli, Evaristo Malavasi (Beg), Emilio Furlani (Milietto), Gianni Cappi, Silvano Bottecchi (Spinon), Fermo Benatti, Nando Paltrinieri, Antonio Marchetti, Livio Luppi, Nunzio Cavazza, Ilario Righini, Marco Marchetti, Mauro Muracchini e Roberto Razzaboni.
Nel 2022 la squadra rinasce con il titolo della Folgore Mirandola e viene iscritta al campionato di Seconda Categoria 2022-2023

## Colori
I colori della Mirandolese sono il giallo ed il blu. La prima maglia è a strisce verticali giallo-blu con pantaloncini blu. La seconda maglia è quasi interamente bianca con risvolti giallo-blu.

## Strutture

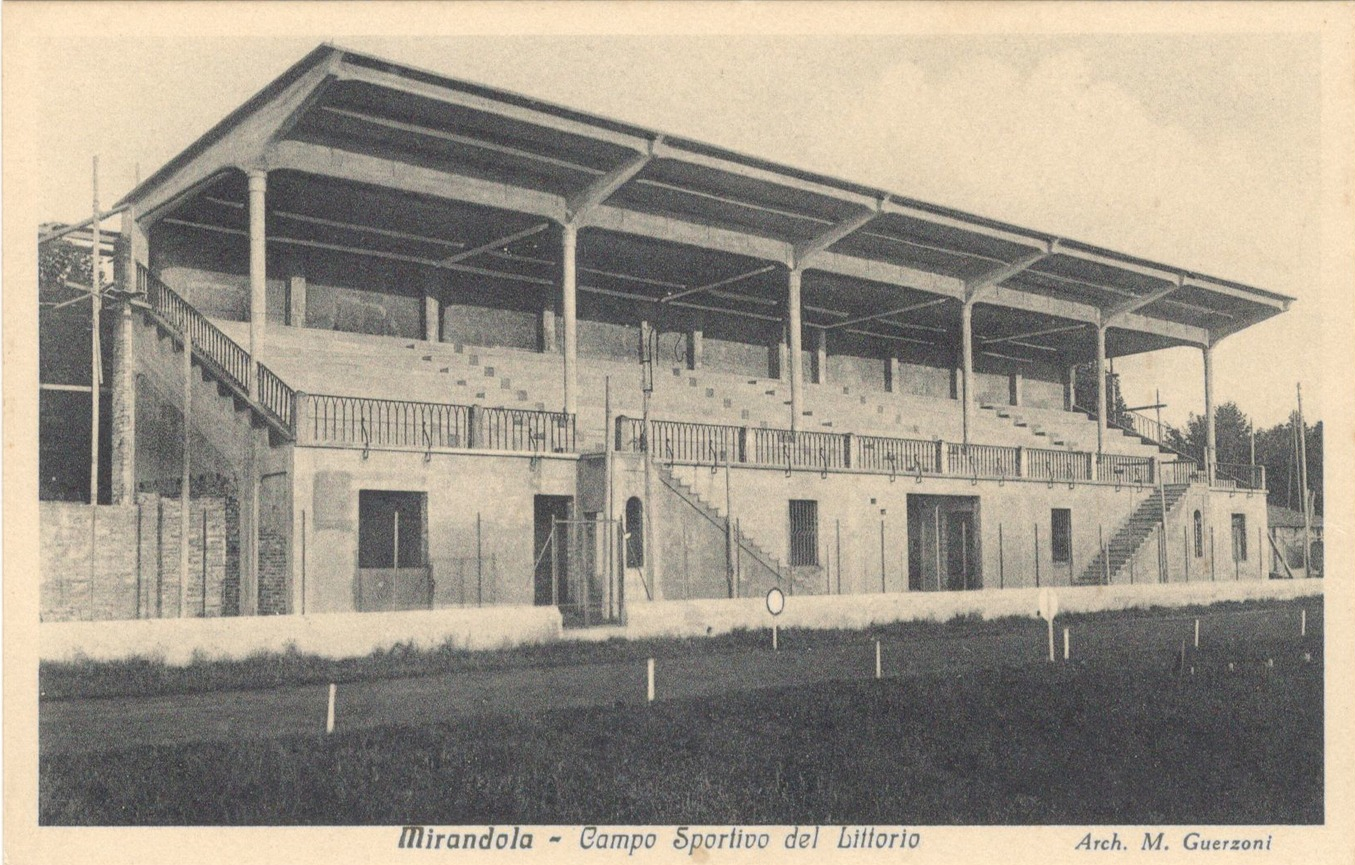
Tribuna dello Stadio Libero Lolli

La Mirandolese gioca le partite casalinghe allo stadio Libero Lolli di Mirandola, inaugurato nel 1930.
Lo stadio è dedicato alla memoria di Libero Lolli, calciatore mirandolese morto prematuramente il 23 settembre 1934 all'età di soli 24 anni, poco prima dell'esordio in Serie A con la maglia del Livorno e fratello di Nino Lolli (primo sindaco di Mirandola nel secondo dopoguerra).

## Palmarès

### Competizioni regionali
- Seconda Divisione: 1

1928-1929 (girone E)
- Promozione: 3

1956-1957 (girone B emiliano-romagnolo), 1978-1979 (girone B emiliano-romagnolo), 2002-2003 (girone B emiliano-romagnolo)

## Statistiche e record

### Partecipazione ai campionati
| Livello | Categoria                                     | Partecipazioni | Debutto   | Ultima stagione | Totale |
| ------- | --------------------------------------------- | -------------- | --------- | --------------- | ------ |
| 3º      | Seconda Divisione                             | 2              | 1927-1928 | 1928-1929       | 8      |
| 3º      | Prima Divisione                               | 3              | 1929-1930 | 1931-1932       | 8      |
| 3º      | Serie C                                       | 3              | 1945-1946 | 1947-1948       | 8      |
| 4º      | Terza Divisione                               | 1              | 1926-1927 | 1926-1927       | 15     |
| 4º      | Campionato Interregionale - Seconda Categoria | 1              | 1957-1958 | 1957-1958       | 15     |
| 4º      | Campionato interregionale                     | 1              | 1958-1959 | 1958-1959       | 15     |
| 4º      | Serie D                                       | 12             | 1959-1960 | 1980-1981       | 15     |